# Sgt. Slaughter
Robert Remus (Detroit (Michigan), 27 augustus 1948), beter bekend als Sgt. Slaughter, is een Amerikaans professioneel worstelaar die succes had bij National Wrestling Alliance, American Wrestling Association en World Wrestling Federation (WWF).

## In worstelen
- Afwerking bewegingen
  - Camel clutch (1990-1991)
  - Cobra clutch

- Kenmerkende bewegingen
  - Grinding knuckles to the temple of a seated opponent (1990)
  - Backbreaker
  - Bear hug
  - Gutbuster
  - Inverted suplex slam
  - Multiple elbow drops to the back
  - Piledriver

- Managers
  - Lord Alfred Hayes
  - Bobby "The Brain" Heenan
  - The Grand Wizard
  - General Adnan
  - Oliver Humperdink

## Kampioenschappen en prestaties
- American Wrestling Association
  - AWA America's Championship (1 keer)
  - AWA British Empire Heavyweight Championship (1 keer)

- Central States Wrestling
  - NWA Central States Heavyweight Championship (3 keer)

- Maple Leaf Wrestling
  - NWA Canadian Heavyweight Championship (1 keer)

- Mid-Atlantic Championship Wrestling
  - NWA United States Heavyweight Championship (2 keer)
  - NWA World Tag Team Championship (Mid-Atlantic version) (1 keer met Don Kernodle)

- NWA Tri-State
  - NWA United States Tag Team Championship (Tri-State version) (1 keer met Buck Robley)

- Pro Wrestling Illustrated
  - PWI Most Inspirational Wrestler of the Year (1984)
  - PWI Most Hated Wrestler of the Year$ (1991)

- World Wrestling Federation / World Wrestling Entertainment
  - WWF Championship (1 keer)
  - WWE Hall of Fame (Class of 2004)

- Wrestling Observer Newsletter awards
  - Match of the Year (1981) vs. Pat Patterson
  - Worst Feud of the Year (1985) vs. Boris Zhukov
  - Worst Feud of the Year (1991) vs. Hulk Hogan